# Costa Cordalis
Costa Cordalis (em grego:  Κώστας Κορδαλής) nascido Konstantinos Cordalis, 1 de maio de 1944 – 2 de julho de 2019)  foi um cantor de Schlager greco-alemão .

## Biografia
Nascido Konstantinos Cordalis em Elateia, Ftiótida, Cordalis mudou-se para a Alemanha em 1960. Sua canção de 1976 "Anita" alcançou o top dez na Alemanha, Suíça e Áustria. Em 2004, ele participou e ganhou o reality show Ich bin ein Star – Holt mich hier raus! . No mesmo ano, ele admitiu que fez uma Ritidectomia no Bodenseeklinik porque queria parecer mais jovem. Cordalis competiu pela Grécia no Campeonato Mundial de Esqui Nórdico da FIS 1985.
Ele teve um filho, Lucas, e duas filhas, Kiki e Eva.

## Prêmios
- 1981: Goldene Stimmgabel[7]
- 1986: Goldene Stimmgabel[7]